# Francesco Viviani
Francesco Viviani (Verona, 20 dicembre 1891 – Buchenwald, 6 febbraio 1945) è stato un antifascista italiano, esponente della Resistenza.

## Biografia
Diplomatosi nel 1911 presso il Regio Liceo classico Scipione Maffei di Verona, si laureò in lettere e filosofia all'università di Padova nel 1916. Partecipò alla prima guerra mondiale come ufficiale di complemento. Dopo la guerra si iscrisse alla associazione di ex-combattenti “Italia Libera” considerata poi dal fascismo centro di attività sovversive.
Insegnò in varie sedi ma fu sospeso dall'insegnamento dal 1925 al 1928, risultando già schedato dal 1925 nel Casellario Politico Centrale come antifascista. In quel periodo richiese inutilmente il passaporto per la Francia. Dal 1929 al 1936 insegnò latino e greco presso il Regio Liceo classico Ariosto di Ferrara dove ebbe come allievi, tra gli altri, Giorgio Bassani, Lanfranco Caretti, Gaetano Tumiati, Giorgio Franceschini, Vincenzo Cavallari e Raffaello Collevati.
Dal 1930 al 1940 collaborò con il Corriere Padano di Ferrara fondato da Italo Balbo e diretto da Nello Quilici, con articoli di letteratura e critica musicale.
Nel 1936 fu trasferito al liceo-ginnasio di Sciacca in seguito ad un'inchiesta disciplinare da parte del ministero dell'educazione nazionale, ma poté riavvicinarsi grazie ad un'amnistia governativa, insegnando ad Adria dal 1939 e a Rovigo dal 1941. Nel 1938 conseguì una seconda laurea, in giurisprudenza, presso l'università di Ferrara.

### Attività nella resistenza (1943-1945)

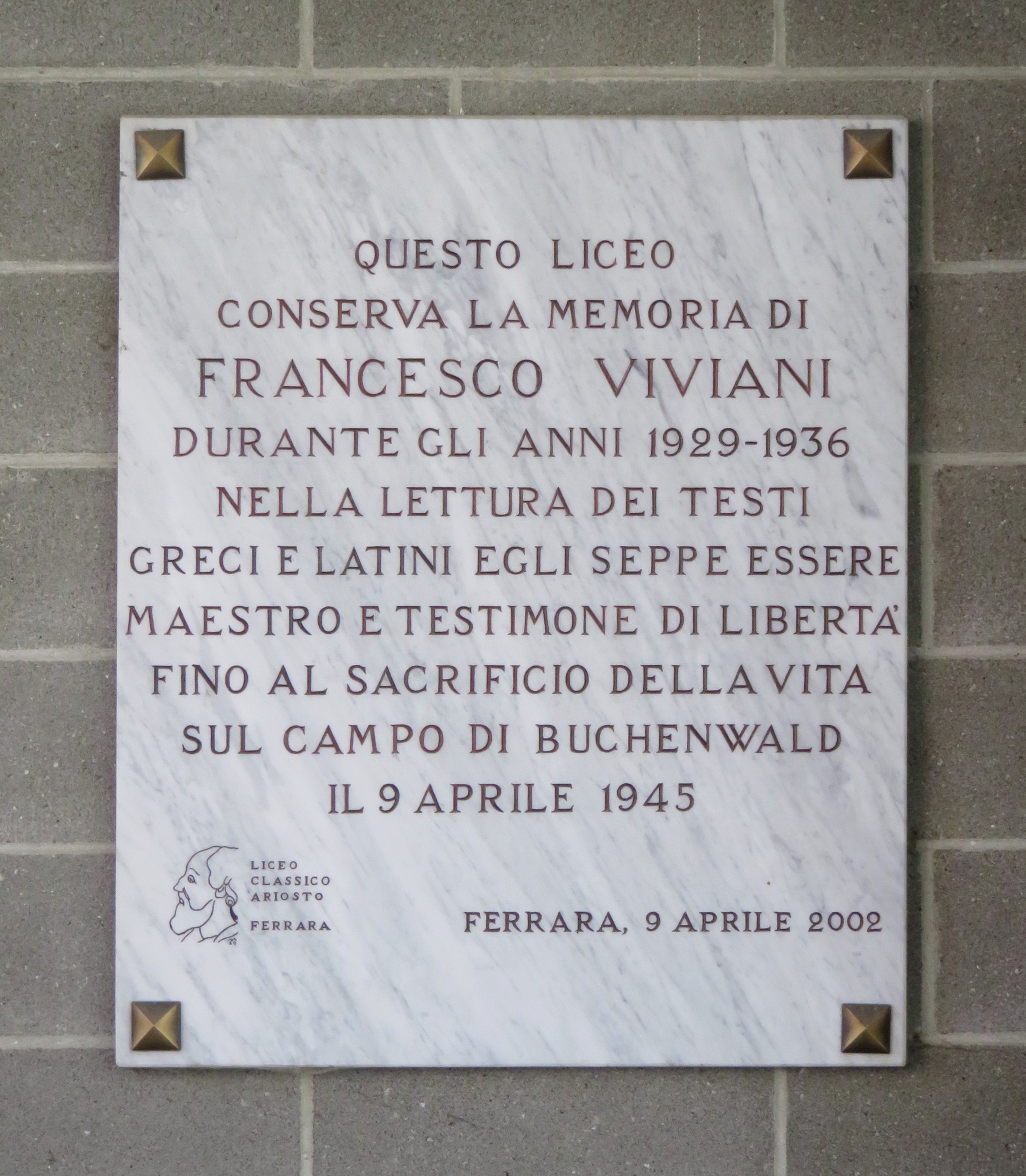
Liceo Ariosto Ferrara. Lapide a ricordo del professor Francesco Viviani, esponente della resistenza, deportato e ucciso a Buchenwald.

Nel 1943 aderì al Partito d'Azione e dopo l'arresto dei componenti del gruppo dell'avvocato Giuseppe Tommasi, considerato impropriamente primo CLN della provincia di Verona, guidò il 
vero e proprio primo CLN provinciale di Verona al quale parteciparono l'avvocato Giuseppe Pollorini (liberale), Giuseppe Deambrogi e Guglielmo Bravo (comunisti), Giuseppe Marconcini e Angelo Butturini (socialisti), Giovanni Domaschi (anarchico) e il professore Vittore Bocchetta (indipendente). Consiglieri militari erano il tenente colonnello Paolo Rossi, il maggiore Arturo Zenorini e il maresciallo Mario Ardu.
Fu arrestato dai fascisti il 2 luglio 1944 e in quei giorni furono anche arrestati quasi tutti i componenti del gruppo. Fu trasportato nelle casermette di Montorio Veronese dove per due settimane fu interrogato e torturato dai fascisti. Fu poi consegnato ai tedeschi e trasferito prima nel carcere degli Scalzi e poi nelle celle ricavate nei sotterranei del palazzo dell'INA diventato sede del SD (il servizio segreto delle SS).
Fu trasferito al campo di transito di Bolzano il 25 agosto 1944 e detenuto nel blocco E, recintato col filo spinato perché riservato ai prigionieri politici considerati più pericolosi.
Fu deportato in Germania con gli altri componenti del suo gruppo il 5 settembre 1944 con il cosiddetto Trasporto 81, un convoglio ferroviario di carri bestiame che trasportò 433 prigionieri, tra i quali Teresio Olivelli, Odoardo Focherini e il fratello di Sandro Pertini, Eugenio. Fu immatricolato il 7 settembre 1944 nel campo di Flossenbürg con il triangolo rosso ed il numero 21786. Il 4 dicembre 1944, terminato il periodo di quarantena, fu destinato al campo di concentramento di Mittelbau-Dora dove fu registrato il 6 dicembre 1944 con il numero 101978. Morì il 6 febbraio 1945 a Buchenwald.
A Verona gli è stata intitolata una piazza ed il suo nome compare in alcune lapidi commemorative. Rovigo, Adria e Ferrara gli hanno dedicato una via. In provincia di Ferrara sono deliberati ogni anno dal 1987 i "Riconoscimenti Francesco Viviani" per gli studenti delle scuole superiori che si diplomano con il massimo dei voti.